# Franz Wegner
Franz Joachim Wegner (* 15. Juni 1940 in Dessau) ist ein deutscher Physiker. Er ist emeritierter Professor für Theoretische Physik an der Universität Heidelberg.

## Leben und Wirken
Franz Wegner promovierte 1968 bei Wilhelm Brenig an der Technischen Universität München zu dem Thema „Zum Heisenberg-Modell im paramagnetischen Bereich und am kritischen Punkt“. Anschließend forschte er als Postdoktorand u. a. am Forschungszentrum Jülich in der Gruppe von Herbert Wagner und an der Brown University bei Leo Kadanoff. Seit 1974 ist er Professor in Heidelberg.
Schwerpunkt seiner wissenschaftlichen Arbeit ist die Statistische Physik, insbesondere die Theorie der Phasenübergänge und die Renormierungsgruppentheorie (Funktionale Renormierungsgruppe mit A. Houghton 1973). Der nach ihm benannte „Wegner-Exponent“ ist von fundamentaler Bedeutung, wenn es gilt, Korrekturen zum asymptotischen Skalenverhalten in der Nähe von Phasenübergängen zu beschreiben. Wegner „erfand“ 1971 auch grundlegende gittereichtheoretische Modelle, für deren ursprüngliche Entwicklung vielfach Kenneth Wilson als Pionier gilt (die daraus entstandene Methode wird heutzutage vor allem bei der Simulation der Quantenchromodynamik intensiv benutzt). In der Mathematik ist die „Wegnersche Ungleichung“ für die Spektraltheorie gestörter Systeme bekannt.

## Ehrungen
Wegners hervorragende Forschung ist u. a. 1976 mit dem Walter-Schottky-Preis, 2000 mit der Mitgliedschaft in der Heidelberger Akademie der Wissenschaften und 1986 mit der Max-Planck-Medaille gewürdigt worden. 1991 wurde er Fellow der American Physical Society. Für 2015 wurde ihm der Lars-Onsager-Preis zugesprochen.